# Units per Hongria
Units per Hongria (en hongarès Egységben Magyarországért) va ser una aliança electoral opositora per a les eleccions legislatives hongareses de 2022. De manera similar al que va ocórrer amb l'aliança d'Unitat, després de la derrota es va dissoldre poc després amb acusacions creuades entre els participants.
Els partits fundadors de l'aliança en la seva formació van ser el Partit Socialista Hongarès, Coalició Democràtica, Jobbik, LMP - Partit Verd, Diàleg - Partit dels Verds i Momentum. L'objectiu de l'aliança era nominar un candidat contra Fidesz-KDNP en cadascuna de les 106 circumscripcions individuals i, en cas de victòria, cogovernar sobre la base d'un programa i principis consensuats. Per a escollir aquests candidats es van celebrar eleccions primàries entre el 18 i el 28 de setembre de 2021 (primera volta) i del 10 al 16 d'octubre de 2021 (segona volta), van ser les primeres eleccions primàries a nivell nacional de la història política d'Hongria. El conservador independent Péter Márki-Zay va ser elegit com a candidat a primer ministre de l'oposició unida.
Després dels resultats, Márki-Zay va admetre que bona part dels votants de dretes (que representava Jobbik en bona part) podien haver-se traslladat tant a Fidesz com al nou Moviment la Nostra Pàtria. Per altra banda, els líders de Jobbik i Coalició Democràtica el van culpar a ell de la derrota. Per altra banda, el dirigent de LMP - Partit Verd va apuntar a un "error estratègic" per a una aliança de centreesquerra nomenar el conservador Márky-Zay, a més de la retòrica elitista que es va desplegar.

## Membres

### Partits fundadors
| Partit | Partit                     | Abr.                 | Ideologia            | Líder(s)                          | Escons  |
| ------ | -------------------------- | -------------------- | -------------------- | --------------------------------- | ------- |
|        | Partit Socialista          | MSZP                 | Socialdemocràcia     | Bertalan Tóth Ágnes Kunhalmi      | 10 / 57 |
|        | Coalició Democràtica       | DK                   | Socioliberalisme     | Ferenc Gyurcsány                  | 15 / 57 |
|        | LMP - Partit Verd          | LMP                  | Liberalisme verd     | Máté Kanász-Nagy Erzsébet Schmuck | 5 / 57  |
|        | Diàleg – Partit dels Verds | PM                   | Ecologisme           | Gergely Karácsony Tímea Szabó     | 6 / 57  |
|        | Moviment Momentum          | MM                   | Liberalisme          | Anna Donáth                       | 10 / 57 |
|        | Jobbik - Conservadors      | Jobbik               | Conservadorisme      | Márton Gyöngyösi                  | 10 / 57 |
|        | Ákos Hadházy               | Candidat independent | Candidat independent | Candidat independent              | 1 / 57  |

### Partits associats
| Partit | Partit                     | Abr. | Ideologia               | Líder(s)        |
| ------ | -------------------------- | ---- | ----------------------- | --------------- |
|        | Partit Liberal             | MLP  | Liberalisme             | Anett Bősz      |
|        | Partit Popular del Nou Món | ÚVNP | Liberalisme conservador | József Pálinkás |
|        | Nou inici                  | UK   | Liberalisme conservador | Krisztina Hohn  |

### Organitzacions
| Organització | Organització                       | Abr.   | Ideologia               | Líder                |
| ------------ | ---------------------------------- | ------ | ----------------------- | -------------------- |
|              | Partit Popular d'Hongria de Tothom | MMM    | Liberalisme conservador | Péter Márki-Zay      |
|              | Moviment 99                        | 99M    | Progressisme            | Gergely Karácsony    |
|              | Moviment Espurna                   | Szikra | Socialisme democràtic   | Lideratge col·lectiu |

## Resultats electorals
| Any  | Líder           | Circums.  | Circums.   | Llista de partit | Llista de partit | Escons   | +/– | Govern   |
| Any  | Líder           | Votes     | %          | Votes            | %                | Escons   | +/– | Govern   |
| ---- | --------------- | --------- | ---------- | ---------------- | ---------------- | -------- | --- | -------- |
| 2022 | Péter Márki-Zay | 1,983,708 | 36.90 (#2) | 1,947,331        | 34.44 (#2)       | 57 / 199 | Nou | Oposició |